# Wayne Kramer (guitarrista)
Wayne Kramer (Detroit, Michigan, 30 de abril de 1948-2 de febrero de 2024) fue un guitarrista, cantante, compositor, productor y compositor de cine y televisión estadounidense.
Kramer llegó a la fama en el año 1967, aun siendo adolescente, al ser el cofundador del grupo de rock originario de Detroit MC5 (Motor City 5). Fue formado por Kramer (guitarra y voz), Fred "Sonic" Smith (guitarra), Michael Davis (bajo), Dennis Thompson (batería) y Rob Tyner (voz). Este grupo fue conocido por sus potentes actuaciones en directo y su postura política de izquierda radical. Tras la separación de la banda, debido a conflictos de personalidades, el abuso de drogas y problemas personales, Kramer se alejó del mundo de la música por varios años. Luchó contra su adicción a las drogas antes de regresar a grabar y tocar en vivo en la década de 1990. 
La revista Rolling Stone lo clasificó en el número noventa y dos en su lista de los «100 guitarristas más grandes de todos los tiempos».

## Biografía

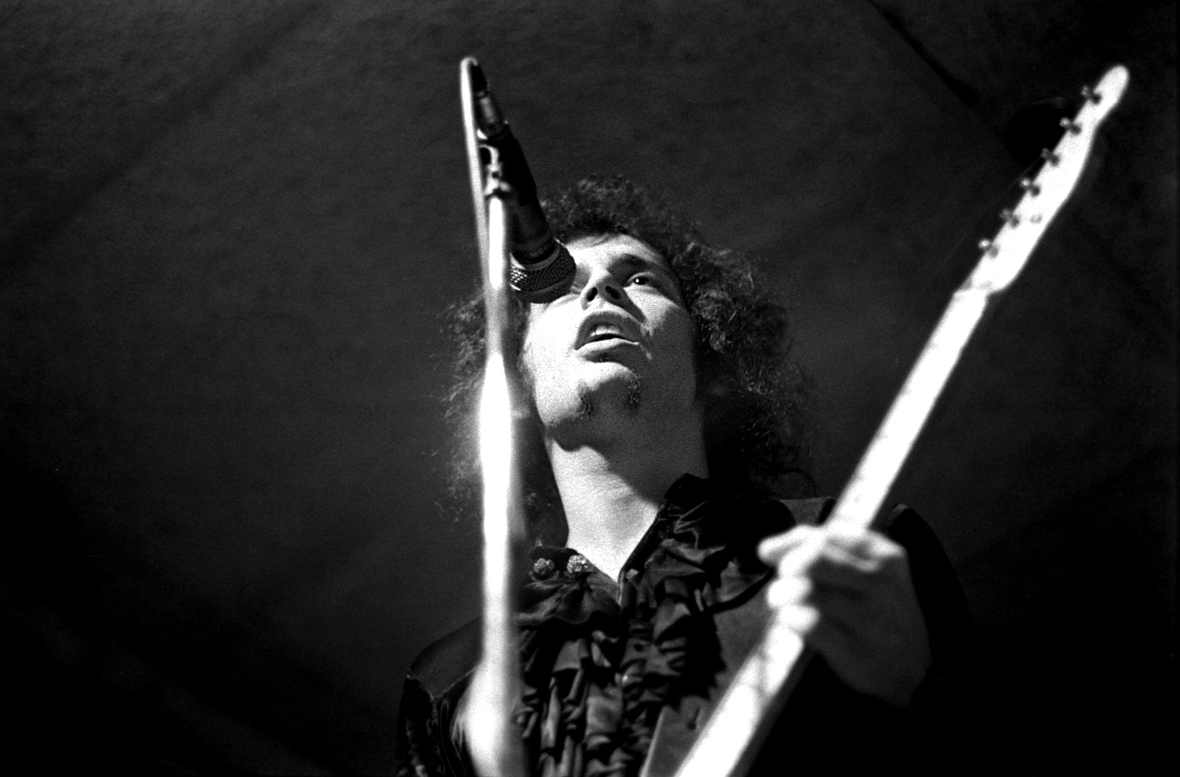
Wayne Kramer en concierto (1974).

Después de la separación de MC5, Kramer pasó varios años envuelto en actividades ilícitas debido a su continua lucha con la adicción a las drogas. En 1975, fue sorprendido vendiendo cocaína a agentes federales encubiertos y fue a la cárcel por más de dos años, en la prisión federal de Lexington (Kentucky). Estando en la cárcel conoció a Red Rodney, el trompetista de jazz que había integrado con el quinteto de Charlie Parker.
A su salida de la cárcel, se trasladó a la ciudad de Nueva York y brevemente se unió con Johnny Thunders. Ellos formaron la banda Gang War. También integró la banda Fats Deacon y The Dumbwaiters. También ha trabajado con músicos de renombre como Tom Morello, Jerry Cantrell, Billy Bragg, Perry Farrell, Gilby Clarke, entre otros. 
En 2003, los tres supervivientes -Michael Davis, Dennis Thompson y Kramer- actuaron como MC5 en el '100 Club' en Londres, con Nicke Andersson de Hellacopters en el lugar de Fred "Sonic" Smith, Dave Vanian de The Damned, Lemmy de Motörhead, Ian Astbury de The Cult y Kate O'Brien a las voces, y Charles Moore y Buzzy Jones como sección de viento.
En el cine, sus créditos como compositor figuran en películas o series de televisión como Millennium y en dos filmes del cómico Will Ferrell, Talladega Nights: The Ballad of Ricky Bobby (2005) y Step Brothers (2008). También compuso la música del polémico documental de HBO de 2006 titulado Hacking Democracy, que contó con su canción «Something Broken in the Promised Land», como su canción principal. 
También participó en la banda de sonido de la serie de comedia de HBO Eastbound & Down, protagonizada por Danny McBride y producida por Will Ferrell, Adam McKay y Chris Henchy, que se estrenó en febrero de 2009.
Desde 1991 hasta la fecha ha sido músico solista y ha editado un total de 11 trabajos discográficos.

## Discografía

### Con MC5
Álbumes
- Kick Out the Jams (1969)
- Back in the USA (1970)
- High Time (1971)

### Como solista
- Death Tongue (1991) Progressive
- The Hard Stuff (1995) Epitaph Records
- Dangerous Madness (1996) Epitaph Records
- Dodge Main (1996) Alive
- Gang War (1996) Sonic
- Citizen Wayne (1997) Epitaph Records
- LLMF (Live Like a Mutherfucker) (1998) Epitaph Records
- Mad for the Racket (2001) MuscleTone
- The Return of Citizen Wayne (2002) MuscleTone
- Adult World (2002) MuscleTone
- More Dangerous Madness (2004) Diesel Motor